# 2009 DD45
2009 DD45 er en lille Apollo-asteroide
, 
som passerede tæt forbi Jorden i en afstand af 63.500 km den 2. marts 2009 klokken 13:44 UTC. Asteroiden blev opdaget den 28. februar 2009, kun to dage før dens tætteste nærhed til Jorden.

Asteroidens estimerede diameter er mellem 21 og 47 meter. BBC angav minimum distancen som 72.000 km (omkring 1/5 af afstanden mellem Jorden og Månen).
2009 DD45's størrelse er omkring den samme formodede størrelse som objektet, der forårsagede Tunguska-eksplosionen i 1908.